# مقداد عبد الرضا
مقداد عبد الرضا (مواليد 1951)، ممثل وناقد وكاتب ومخرج عراقي يعتبر من جيل الرواد في الفن العراقي.

## مشواره المهني
عمل في إذاعة العراق مخرجاً لعدد كبير من برامجها وممثلاً في مسلسلاتها المختلفة، وهو من أول المساهمين في تأسيس إذاعة صوت الجماهير في العام 1970 كما أنه مؤسس إذاعة أف أم العراقية بين العامين 1980-1987 ، أما أهم الأعمال الدرامية التي أخرجها للإذاعة العراقية فكانت مسلسل المتنبي  ومسلسل الجواهري، وتولى مهمة إدارة إذاعة بغداد الرسمية، شارك في دبلجة الرسوم الكرتونية من خلال عمله في مؤسسة الإنتاج البرامجي المشترك
عمل في المسرح الفني الحديث ومن ثم في (الفرقة القومية للتمثيل) كان ميالاً للمسرحيات الشعبية وشارك في عروض مسرحية تجريبية مهمة ضمن خارطة المسرح العراقي وله في تجارب عديدة مع الفنانين إبراهيم جلال وسامي عبد الحميد ومحسن العلي وغيرهم
خلال فترة الحصار الإقتصادي على العراق أواسط التسعينيات عمل صناعة في عدد من الأفلام التي أنتجت ضمن ما أطلق عليه في حينه بموجة «أفلام السكرين»، وهي أفلام مصورة تلفزيونياً ولكن بمواصفات سينمائية وتصلح للعرض من خلال شاشات السكرين متوسطة الحجم أهمها فيلم (الانفجار)، كما شغل منصب مسؤول وحدة الإنتاج، ابتعد عن الدراما العراقية لسنوات بعد العام 2010 ليعود بمسلسلي ضياع في حفر الباطن بشخصية «نعمة الدفان» ووادي السلام عام 2015

## أعماله

### في التلفزيون
| سنة الإنتاج | اسم المسلسل          | الشخصية           |
| ----------- | -------------------- | ----------------- |
| 2021        | الهروب               | الوالي محفوظ      |
| 2015        | وادي السلام          |                   |
| 2010        | النخلة والجيران      |                   |
| 2012        | ضياع في حفر الباطن   | (نعمة الدفان)     |
| 2008        | نص كوم               |                   |
| 2008        | السرداب              |                   |
| 2007        | المصير القادم        | (خيون)            |
| 2002        | مناوي باشا ج2        | نسيم أفندي خضوري  |
| 2001        | مناوي باشا ج1        | نسيم أفندي خضوري  |
| 2000        | الوحاش               |                   |
| 1998        | ليل الشتا            | راضي              |
| 1998        | بركان الغضب          |                   |
| 1998        | حكاية من الزمن الصعب |                   |
| 1997        | حبايبنا              |                   |
| 1996        | البنات               |                   |
| 1996        | هستيريا              | المحامي أبو الديك |
| 1996        | الريح والرماد        |                   |
| 1996        | ذئاب الليل ج2        |                   |
| 1996        | رجال الظل            |                   |
| 1995        | امرأة ورجل           | توفيق             |
| 1994        | بر الأمان            |                   |
| 1994        | الريح والرماد        |                   |
| 1992        | الهروب إلى المجهول   |                   |
| 1990        | الدفتر الأزرق        |                   |
| 1984        | الهاجس               |                   |
| 1983        | النسر وعيون المدينة  | (رؤوف)            |
| 1981        | الأيام العصيبة       |                   |
| 1980        | قصص خليجية           |                   |
| 1961        | تحت موس الحلاق       |                   |
|             | أربعة على الطريق     |                   |
| 1989        | هاشم-تمثلية          |                   |

### الرسوم المتحركة
| سنة الإنتاج | اسم العمل     | الشخصية |
| ----------- | ------------- | ------- |
|             | مغامرات آراغو |         |
| 1979        | حكايات عالمية |         |

### في المسرح
| سنة الإنتاج | المسرحية        | الشخصية           |
| ----------- | --------------- | ----------------- |
| 1987        | خيط البريسم     |                   |
| 1985        | صايرة ودايرة    |                   |
| 1969        | النخلة والجيران | (صاحب البايسكلجي) |

### في السينما
| سنة الإنتاج | الفيلم          | الشخصية |
| ----------- | --------------- | ------- |
| 1996        | الفرار          |         |
| 1992        | الانفجار        |         |
| 1990        | في ليلة سفر     |         |
| 1989        | اللعبة          |         |
| 1988        | شيء من القوة    |         |
| 1988        | عرس عراقي       |         |
| 1987        | الفارس والجبل   |         |
| 1985        | العاشق          |         |
| 1984        | الحدود الملتهبة |         |

### في التأليف
- (2013): نزف جنوبي (مسلسل)

### في الإخراج
- (2013): زيارة إلى الجنة (فيلم)
- (2001): المتنبي (مسلسل إذاعي)
- (2000): الجواهري (مسلسل إذاعي)

### تقديم البرامج
- (2018): الرصيف:(إذاعة العاصمة)
- (2020): تفضل كهوة:(قناة العراقية)

## الجوائز
- الإمارات العربية المتحدة: تكريم من مهرجان أبو ظبي السينمائي عن مجمل سيرته في السينما العراقية 2012[6]
- السويد: تكريم في مهرجان أيام الثقافة العراقية بالعاصمة السويدية ستوكهولم 2012.[7]